# Sammonlahti
Sammonlahti är en vik i Finland. Den ligger i Villmanstrand i den södra delen av landet, 200 km nordost om huvudstaden Helsingfors.